# Ragnhild

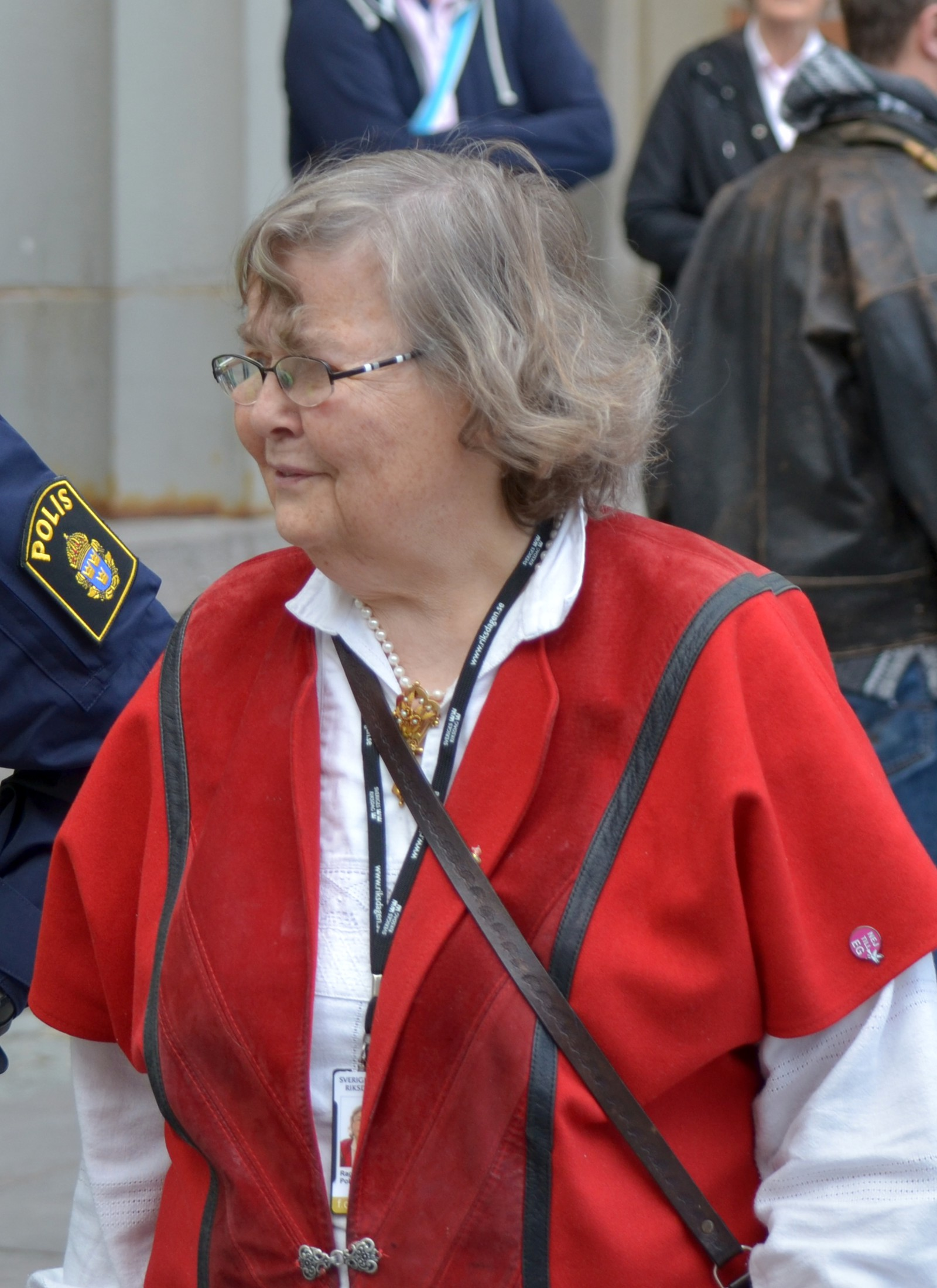
Ragnhild Pohanka, 2012.

Kvinnonamnet Ragnhild är ett gammalt nordiskt namn som är bildat av ord som betyder härskare eller gudarna respektive beskydd eller strid.
En tolkning av betydelsen skull kunna vara gudarnas strid eller under gudarnas beskydd.
Alternativa former är Ragnil och Ragnel.
Namnet återfinns på runstenar. I nordisk mytologi är det namnet på en jättinna. Namnet blev populärt under medeltiden till följd av helgonet S:t Ragnhild.
Namnet kom in i den almanackan 1901.
Namnet är ovanligt bland de yngre i Sverige. De senaste åren har endast någon flicka i varje årskull fått namnet som tilltalsnamn.
31 december 2009 fanns totalt 9 059 personer i Sverige med namnet Ragnhild, varav 3 169 med det som tilltalsnamn.
År 2003 fick 20 flickor namnet, men ingen fick det som tilltalsnamn.
I Norge är namnet vanligare än i Sverige.
Namnsdagi Sverige: 15 juli. I den finlandssvenska namnsdagslängden har Ragnhild namnsdag 15 juli sedan starten 1929, då en egen namnsdagskalender togs i bruk för finlandssvenskar. Att det blev just detta datum beror på att morgondagen, den 16 juli, fram till 1795 bar helgonnamnet Raineldes, som är en gammal tysk sidoform av Ragnhild.

## Personer med namnet Ragnhild
- Ragnhild av Tälje, svensk drottninggemål (1100-talet) till kung Inge den yngre[4], kallad Sankta Ragnhild
- Prinsessan Ragnhild av Norge
- Ragnhild Andersen, dansk politiker i Danmarks Kommunistiske Parti
- Ragnhild E. Ch. Broberg, svensk författare
- Ragnhild Godenius, finsk-svensk keramiker
- Ragnhild Grågås, medeltida Stockholmsbo som gav namn åt Gåsgränd i Gamla stan.
- Ragnhild Gulbrandsen, norsk fotbollsspelare
- Ragnhild Haarstad, svensk pressfotograf
- Ragnhild Haga, norsk längdskidåkare och orienterare
- Ragnhild Jølsen, norsk författare
- Ragnhild Nilstun, norsk författare
- Ragnhild Owenberg-Lyche, norsk skådespelare
- Ragnhild Pohanka, svenska Miljöpartiet de Grönas första kvinnliga språkrör
- Ragnhild Sandström, svensk politiker i Folkpartiet

## Fiktiva personer
- Ragnhild (mytologi), en jätte i nordisk mytologi.
- Fru Ragnhild, sopran i Den bergtagna (opera)